# 아브라함 J. 헤셸

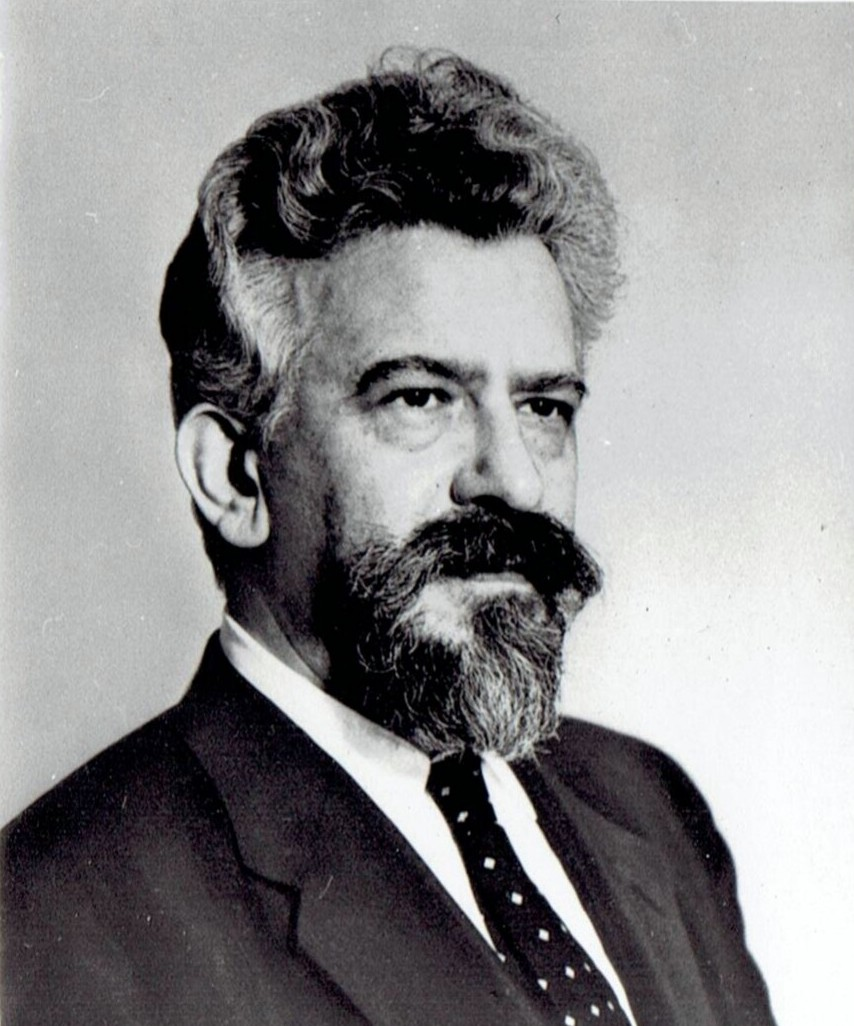

아브라함 J. 헤셸(Abraham Joshua Heschel, 1907년~1972년)은 20세기에 활동한 유대교 신학자이자 랍비이다.

## 삶

### 공부
헤셸은 유럽의 명문 랍비 가문의 후손으로, 그의 아버지는 모세 모데차이 헤셸(Moshe Mordechai Heschel, 1916년 독감으로 사망)이며 어머니는 레이젤 퍼로우 헤셸(Reizel Perlow Heschel)이었다. 그의 부모는 모두 여섯 자녀를 두었는데, 사라, 드보라 미리암, 에스더 시마, 기텔, 야곱 그리고 아브라함 조슈아 헤셸이었다. 그는 십대 때 전통적인 탈무드학원인 예시바를 다녔고 전통적인 세미차 즉 랍비의 성직을 안수받았다. 이어서 그는 베를린 대학에서 공부하였다.

### 스승들
연도로 보면, 그는 1907년 폴란드에서 태어나 1933년 베를린 대학에서 박사학위와 진보적인 성향인 베를린 유대인 공동체에서 두 번째 랍비 안수를 받았다. (박사학위 논문: Hochschule für die Wissenschaft des Judentums) 그의 스승은 최고의 유태계 독일인 교수들이었는데, 카녹 알벡(Chanoch Albeck), 이스마르 엘보겐(Ismar Elbogen), 줄리우스 저트만(Julius Guttmann), 그리고 레오 백(Leo Baeck)이었다. 그 후 그는 그곳에서 탈무드를 가르쳤다.

### 미국
나치의 유대인 박해로부터 탈출하여 영국으로 갔다가 1940년 미국으로 망명하여, 신시내티에 있는 개혁적 유대교의 주요한 신학교인 헤브루 유니온 대학(HUC)에서 5년간 활동하였다. 헤브루 유니온 대학교(HUC)에서 유대교 율법을 제대로 준수하지 않아 불쾌한 일이 갈수록 늘어가자, 헤셸은 여전히 유대교 율법을 표준적으로 지키면서도 성서에 대한 비판적이고 현대 학문적 접근이 허용되는 학술기관을 찾으려고 했다. 1946년에 보수적인 유대교의 주요한 학교인 뉴욕 유대 신학교를 알게 되었다. 그는 유대교 윤리와 신비주의를 가르치는 교수직을 맡아, 이후 1972년 별세할 때까지 뉴욕 유대 신학교(Jewish Theological Seminary of America (JTS))에서 가르쳤다.
하지만 헤셸에게는 뉴욕 유대 신학교(JTS)도 역시 완전히 어울리는 곳은 아니었다. 그는 뉴욕 유대 신학교(JTS)에서 학자들의 전공인 비판적 본문 연구보다, 영성에 더 많은 관심을 지니고 있었다. 유사한 불협화음이 그와 JTS 교수단의 대부분 사이에서 생겨나 서로의 관계를 단절시켰는데, 그런 사태는 헤셸이 유대 예언자들과 사회정의에 대해 지니고 있던 견해 때문에 일어났다. 헤셸은 유대 예언자들의 가르침이 미국에서의 사회적 참여를 요청하는 나팔소리와 같다고 보았지만, 당시 대부분의 JTS 교수들은 그의 사회적 행동주의를 중요하지 않다고 결론 내렸다. 그들은 자신들이 할 일은 학문연구와 교육이라고 생각했으며, 헤셸과 달리 종교계 랍비이자 평신도로서의 사회적 참여는 하지 않았다.
헤셸은 유대 사상을 다방면에서 해설했는데, 그의 연구는 중세 유대 철학, 카바라(Kabbalah), 그리고 18세기에 일어난 신비주의적 유대 신앙 부흥 운동인 하시디즘(Hasidism)을 포함하고 있었다. 그는 예언자에 특별한 관심을 가졌고, 적당한 방법으로 유대교도에게 그들의 종교를 삶에 합체시키려했다. 그의 책은 더 이상 유대교 율법을 표준 규범으로 지키지 않는 개혁적 유대교를 향한, 정중하지만 예리한 답변을 담고 있다. 다른 한편으로 정통 유대교를 향해서 혜셀은 가치있는, 율법주의 넘어서는 법의 정신을 주장하고 있다.
구약의 예언자들을 연구하다가 신앙이 정치적 실천과 연결된다는 신념을 지니게 되었고, 그로 인해 시민권 운동과 반전운동에 적극적으로 참여하였다. 베트남 전쟁에 반대하여 '베트남을 생각하는 성직자와 평신도 모임'을 설립했다.
기독교와 유대교 사이의 대화에도 힘을 쓴 에큐메니스트이었다.
그는 실비아 스트라우스(Sylvia Straus)와 1946년 12월 10일 결혼했다. 그들은 수산나 라는 딸을 두었다. 수산나 헤셸(Susannah Heschel)은 결국 유대교를 연구하는 학자가 되는 길을 택했다.

## 미국계 유대인의 대표자
헤셸은 미국에서 시민 인권을 위해 행동하는 것으로 유명했고, 소련 내의 유대인이 자유를 누릴 수 있게 하려고 노력하기도 했다. 그는 기독교인들이 널리 읽는, 몇 되지 않는 유대인 신학자 중 한 사람이다. 가장 영향력이 있는 저서로는 "사람은 혼자가 아니다(Man is Not Alone)", "사람을 찾는 하느님(God in Search of Man), "안식일(The Sabbath), 그리고 "예언자들(The Prophets)"을 들 수 있다.
그는 바티칸 제2차 공의회에서 로마 가톨릭 교회의 지도자들과 협상할 미국 유대교 조직의 대표로 선발되었다. 헤셸은 유대교도의 품위를 격하시키는 예전의 일부와 유대교도에게 기독교도로의 개종 권유를 중단하거나 수정하도록 교회를 설득했다. 그는 자신의 신학 저서들에서 종교적인 경험이 본질적으로 인간의 심적 충격이었다고 주장했고, 그러한 경험은 유대교에만 있는 것이 아니며, 따라서 어떠한 종교 단체도 자신들만이 종교적인 진리를 독점한다고 주장할 수 없다고 보았다.
그의 일생에 걸친 연구는 이름이 같은 세 학교들에게 여전히 영감을 주고 있다. 한 학교는 뉴욕시의 북서부에 있고, 다른 하나는 캘리포니아의 노스리즈(Northridge)에 있으며, 또 다른 학교는 토론토에 있다.

## 저서
- <예언자들>(The Prophets): 이현주 옮김, 도서출판 삼인, 2004

이 책은 그가 독일에서 받은 박사학위 논문에서 비롯하였다. 후일 그는 영어로 그 논문을 번역하면서 내용을 확장시켰다. 원래는 두 권으로 출판된 책이었고, 이것은 히브리 예언자들의 책을 연구한 것이다. 이 책은 예언자들의 생애와 그들이 사명을 받았던 당시의 역사적인 맥락을 담고 있으며, 그들의 저서를 요약하고, 그들의 심리적인 상태에 대해 논한다. 이 책에서 헤셸은 그의 신학에서 중심적인 요소가 되는 것을 발전시켰는데, 그것은 예언적이며 궁극적으로 유대교적인 신관은 인신동형론적(anthropomorphic-하나님이 인간의 형상을 취한다)으로 이해되기 보다 오히려 인신동감론적(anthropopathic-하나님이 인간의 감정을 지닌다)으로 이해 될 때 가장 잘 알 수 있다는 것이다.
- <안식일>(The Sabbath)

유대교의 안식일을 비롯한 안식일이 현대인에게 지닌 의미는, 자연과 휴식에 대한 축하이다. 이 책은 '유대교는 장소의 종교가 아니라 시간의 종교'라는 주제를 지니고 있으며, 안식일은 시간의 축성(祝聖-어떤 대상을 하나님께 봉헌하여 거룩하게 하는 일)을 상징한다고 본다.
- <사람은 혼자가 아니다>(Man is Not Alone)

종교 철학은 인간이 어떻게 하나님을 이해할 수 있는지에 대한 헤셸의 시각을 제공한다. 유대교의 신관은 신이 인간과 근본적으로 다르다는 것이다. 따라서 그렇게 서로 다른 인간과 신이 어떻게 만날 수 있는지에 대해 문제가 제기된다. 그래서 헤셸은 인간이 갖게 될지도 모르는, 이루 말할 수 없는 신과의 만남을 다룬 유대교의 가르침이 지닌 사고방식을 탐구했다. 이 책에서 되풀이되는 주제는 인간이 신의 현존을 경험할 때 경험하는 근본적인 놀라움이다. 이어서 헤셸은 의심과 신앙의 문제, 신은 한 분이라는 유대교의 가르침이 지닌 의미, 인간의 본질과 인간의 필요가 지닌 문제, 종교에 대한 총괄적인 정의와 유대교의 특수성, 영성을 향한 인간의 갈급함을 탐구했다. 그는 유대교가 삶을 위한 모범(pattern)이어야 한다는 시각을 지녔다.
- <사람을 찾는 하느님>(God in Search of Man)

[사람은 혼자가 아니다]과 함께 [사람을 찾는 하느님]은, 유대교 철학 지침서라고 할 수 있다. 이 책에서 헤셸은 종교적인 생각의 본성을 논한다. 어떻게 우리의 생각이 믿음에 이르는가, 그리고 어떻게 믿음이 믿는 자에게 응답하도록 만드는가를 다룬다. 그는 인간이 신의 현존을 찾을 수 있는 방법과 인간으로 하여금 신에게 돌아오게 하는 근본적인 놀라움을 논한다. 그는 자연 숭배에 대한 비판과 인간의 형이상학적인 고독, 그리고 우리가 하나님이 인간을 찾는 분이라고 간주할 수 있다는, 그의 입장을 논한다. 첫 번째 장은 유대인이 선택받은 백성이라는 것에 대해 다루고 있다. 두 번째 장은 계시의 개념에 대해 논하고, 그것이 예언자에게 무슨 의미인지를 다루었다. 이 장은 우리에게 그가 계시를 결과(event)에 대립하는, 일종의 과정(process)으로 생각했다는 것을 보여준다. 이것은 이스라엘이 하나님과 맺은 언약과 관계가 있다. 세 번째 장은 유대교도가 하나의 종교로서 유대교의 본질을 어떻게 이해해야 하는지에 대한 그의 시각을 논하고 있다. 그는 (율법이 없는) 순전한 믿음만으로 충분하다는 생각을 논하면서 거부했다. 하지만 그는 유대교 율법에 너무 많은 제한을 추가하려는 랍비들을 향해서 경고했다. 그는 미쯔바(mitzvot)를 행할 때 카바나(Kavvanah)의 중요성, 즉 영성과 사랑에 종교의식의 준수를 서로 관련시키는 일의 필요성에 대해 논했다. 사람들이 외부의 법을 준수하려고 애쓰면서 아직 내면의 헌신을 무시하고 있을 때, 그는 종교적인 행동주의(religious behaviorism)에 대한 토론을 시작한다.
- <예언자 이후의 예언적인 영감>(Prophetic Inspiration After the Prophets)

헤셸은 원래 히브리어로 서기 70년에 예루살렘 성전이 파괴된 이후 유대교 예언의 존재에 관한 시리즈 논설을 썼다. 이 에세이는 영어로 번역되어 예언자 이후의 예언적 영감: 마이모니데스와 다른 이들이란 책으로 미국의 유대문화 출판사에서 [the American Judaica publisher Ktav]출판되었다. 이 책의 출판사는 다음과 같이 언급한다. "표준적인 유대교의 시각은 예언이 제2성전 시대 어느 쯤에서 고대 예언자들과 함께 끝났다는 것이다. 헤셸은 그런 시각이 전혀 정확하지 않음을 증명한다. 지속적인 예언적 영감의 가능성에 대한 믿음과 그것의 현실적인 사건은, 중세시대 대부분 동안 나타나며 현대에서도 마찬가지이다. 중세시대에 나타난 예언적인 영감을 다룬 헤셸의 작업은, 원래 두 개의 긴 히브리어 논설이었다. 그 글에서 그는 예언적인 영감이 탈무드-이후 시기에서도 가능했었다는 생각에 집중했고, 실제로 그런 생각은 게오님(Geonim)에서부터 미이모니데스와 그 이후에 이르는, 여러 시기와 여러 학교에서 일어났다."
- <하늘의 토라>(Torah min HaShamayim (Heavenly Torah))

많은 이들이 헤셸의 [여러 세대의 빛인 하늘의 토라(Torah min HaShamayim BeAsafklariah shel HaDorot)]를 그의 걸작으로 본다. 3권으로 된 이 작품은, 전통적인 랍비 신학과 유대교의 하가다(haggadah)를 연구한 것이다. 이 책은 토라의 본질에 대한 유대교 문서인 미쉬나, 탈무드, 그리고 미드라쉬에서 나타나는 랍비들의 견해와, 인류를 향한 신의 계시, 예언, 유대교도가 유대교 텍스트의 핵심을 이해하고 확장시키기 위해 사용해온, 성서해석의 방식을 연구한다. 이 작업에서 헤셸은 2세기의 슬기로운 랍비들인 아키바와 이스마엘을 살펴본다. 이것은 유대교 신학에서 지배적인 두 가지 세계관을 설명하기 위한 모범적인 사례라고 하겠다.
두 권의 히브리어 책이 그의 생전에 출판사(Soncino Press)에서 간행되었고, 세 번째 히브리어 책은 1990년대에 JTS 출판사에 의해서 사후에 발간되었다. 세 권 모두와 에세이들, 강연의 초고 그리고 그외의 부가적인 문서들은, 랍비인 거든 터커(Gordon Tucker)에 의해서 영어로 번역되었고, "세대를 거듭하며 굴절된, 하늘의 토라(Heavenly Torah: As Refracted Through the Generations)"라는 제목을 달았다.

## 인용구
- "인종적 편견은 인간에 대한 인간의 매우 중대한 위협-최소한의 인간을 위한 최대한의 증오이다."
- "운동이 시작되기 위해 필요한 모든 것은 한 사람에서 출발해 다른 한 사람으로 또 다른 한사람으로 이어지는 것이다."
- "의심보다는 놀라움이 모든 지식의 뿌리이다."
- "종교적인 인간은 하나님을 붙잡으며, 항상 한 번에 하나의 생각을 하고, 남에게 해를 끼친 일이 없어도 괴로워하며, 그의 대단한 열정은 깊은 동정심이며, 그의 거대한 힘은 사랑과 절망에 대한 도전이다."
- "하나님은 그가 최대한도로 중요한 분이지 않다면 아무런 중요성도 없는 분이다."
- "존재하는 것은 오직 축복이다. 살아있는 것은 오직 거룩이다."
- "자아존중은 수양의 열매이고, 존엄성은 스스로 자기자신에게 'no'라고 말할 수 있는 능력과 함께 자란다."
- "현실에 참여하지 않는 삶은 살 만한 가치가 없다."
- "자유로운 사회라는 명목에 헌신하여 나타난 잔인한 행위들에 대해서, 모두에게 책임이 있지만, 누군가는 죄를 진 것이다."
- "어리석음을 넘어서 의미가 있다는 것을 기억하라. 모든 작은 행위가 가치를 지닌다는 것과 모든 말이 힘을 지닌다는 것을 확신하라. 모든 어리석음과 좌절과 실망에도 불구하고, 이 세계를 구하기 위해 너는 여전히 네 몫을 다할 수 있음을 결코 잊지마라. "
- "내가 어렸을 때, 나는 지적인 사람에 감탄하곤 했었다. 내가 좀 더 나이가 들면서, 이제는 친절한 사람에 감복한다."
- "상징적인 의미를 깨닫는 것은 독특한 심상(心象)을 알아채는 것이다. 카바나(kavvanah)는 이루 말할 수 없는 상태에 대한 깨달음이다."

## 참조
1. ↑  1.^ Gillam, Neil (1993). 새로운 세기: 보수적인 유대교. Behrman House Inc., 163.
2. ↑  2.^ 하가다(haggadah)는 할라카(halakha)와 대조될 수 있는 유대교의 문서이다. 할라카는 변화하는 시대상황 속에서 유대교의 율법인 토라를 완전히 이해하고 지키기 위해, 새로운 행동 규칙과 가르침을 담은 책이다. 하가다는 비유나 전설, 신화, 일화 등을 담은 것으로, 토라의 도덕적인 명령을 설명하고 그에 대한 반응을 유도하려는 목적을 띤다. Howard Clark Kee, 신약성서의 이해, 서중석 옮김, 한국신학연구소 1990, pp84-85